# Щенники (Нижегородская область)
 Щенники — село в Шарангском районе Нижегородской области. Административный центр  Щенниковского сельсовета .

## География
Расположено на расстоянии примерно 16 км на север-северо-восток от районного центра поселка Шаранга.

## История
Упоминается с 1891 года как село Александровское или починок Щенниковский, а 1905 дворов 27 и жителей 175, в 1926 (Щенники или Александровское) 38 и 197, в 1950 55 и 145. Александро-Невская каменная церковь построена в  1903 году.

## Население
Постоянное население составляло 223 человека (русские 68%, мари 29%) в 2002 году, 218 в 2010.